# Santa María (Nicaragua)
Santa María es un municipio del departamento de Nueva Segovia en la República de Nicaragua.

## Geografía
El término municipal limita al norte y oeste con la República de Honduras, al sur con el municipio de Somoto y al este con el municipio de Macuelizo. La cabecera municipal está ubicada a 276 kilómetros de la capital de Managua.
Los suelos del municipio son quebrados y montañosos, pues ocupan los descensos del sur de la cordillera de Dipilto, con regulares fuentes de agua para la agricultura y la ganadería. Riegan sus suelos los ríos del Zuyatal, Zapotal y partes del Macuelizo.

## Historia
Es probable que su fundación esté en torno al año 1850, pues en un documento económico como "asiento de los índices de tierra", se lee textualmente: 
"Del acuerdo de octubre de 1850, por el que se dispone la reducción de varios valles, bajo una sola población, con el nombre de Santa María del Pedregalito."

## Demografía
Santa María tiene una población actual de 5,193 habitantes. De la población total, el 51.5% son hombres y el 48.5% son mujeres. Casi el 16.6% de la población vive en la zona urbana.

## Naturaleza y clima
El clima de sabana tropical del municipio es de altura, con temperaturas que oscilan entre los 23 a 24 °C y una precipitación de 1000 mm.

## Localidades
El municipio está dividido en 6 microrregiones por las comunidades integradas de la siguiente manera:
- Microrregión 1: Santa María, Las Joyas, El Tule, Las Minas, El Higuito, Carrizal, Planes, Tempisque.
- Microrregión 2: El Rodeo, Flor Blanca, El Encino, Chinampa, Robles.
- Microrregión. 3 Llano, Calabaceras, Coyolar.
- Microrregión 4: La Quemazón, Aguacate, La Calera, Carrizal, El Hato, El Tizo, Carboneras, Cañas, Plansitos, Caliguate.
- Microrregión 5: Palo Verde, Robles, Palmas, Quesera, El Cristo, Vijagual, Las Trojas.
- Microrregión 6: Brisas, Congojas, Cipilde, Jácaro, Vado Grande, Ato Viejo, Maylote, Guayabal, Vueltas, La Presa, Río Arriba, Las Canogas, La Ceiba, Aguas Calientes, Cacao, Calpule, Batidero, Las Pilas, Guasimo.

## Economía
La principal actividad económica es la agricultura de granos básicos, siendo sus principales cultivos: frijoles, maíz, maicillo o millón, sorgo; también la ganadería y café en pequeña escala.